# Nomada ashmeadi
Nomada ashmeadi är en biart som beskrevs av Cockerell 1903. Nomada ashmeadi ingår i släktet gökbin, och familjen långtungebin. Inga underarter finns listade i Catalogue of Life.